# ان‌جی‌سی ۲۲۸
ان‌جی‌سی ۲۲۸ (انگلیسی: NGC 228) نام یک کهکشان مارپیچی در صورت فلکی آندرومدا است.